# Gang of Four (scrittori)
In ingegneria del software il termine inglese Gang of Four ("banda dei quattro"), spesso abbreviato in GoF, è usato per riferirsi agli autori del libro Design Patterns: Elements of Reusable Object-Oriented Software: Erich Gamma, Richard Helm, Ralph Johnson e John Vlissides.

## Origine del termine
Gli autori del libro dichiarano di non essere a conoscenza di come si sia originato l'epiteto gang of four.
Il termine è forse un'allusione al gruppo di uomini politici cinesi noto come banda dei quattro, e suggerisce un parallelo tra l'influenza esercitata da questi ultimi sulla storia cinese contemporanea e il notevole effetto prodotto sull'ingegneria del software dal concetto di design pattern, che il libro rese ampiamente popolare.
Il termine è anche un chiaro omaggio al gruppo musicale Post-Punk Britannico Gang of Four.